# Eyalet
Eialet sau eyalet (în turcă otomană ايالت) a fost o diviziune administrativă a Imperiului Otoman până la perioada Tanzimat. Termenul este uneori tradus ca „provincie” sau „guvernorat”. În funcție de rangul administratorului subdiviziunii administrative, eialetele au fost numite și pașalâcuri, beilicuri sau kapudanlicuri.
Între 1453 și începutul secolului al XIX-lea, organizarea locală otomană era structurată în mod incosistent. Imperiul a fost împărțit în provincii numite „eialete”, conduse de un pașa cu trei tuiuri.. Marele vizir era responsabil pentru numirile funcționarilor de prim rang ai statului, atât în capitală cât și in provincie. Eialetele au fost desființate între 1861 – 1866, iar teritoriul a fost împărțit din punct de vedere administrativ în vilaiete (Vilâyet).
Eialetele erau în subîmpărțite în districte numite liva sau sangeacuri (sancak), aflate sub controlul unui pașă cu un singur tui, numit „Mirliva” sau „Sangeac-bei”. Provinciile otomane au fost numite de obicei de europeni pașalâcuri. Pașii erau investiți cu puteri absolute de conducere în provinciile de care erau responsabili, fiind investiți drept conducători ai trebuirilor administrative, financiare, judiciare și militare
Pașii (în Asia și Buda și Capudan-pașa) cei mai importanți au fost cei care au condus eialetele Egipt, Bagdad, Abisinia, Buda, Anatolia și Rumelia, restul fiind aranjați în conformitate cu anii în care au fost cucerite regiunile respective.

## Hărți

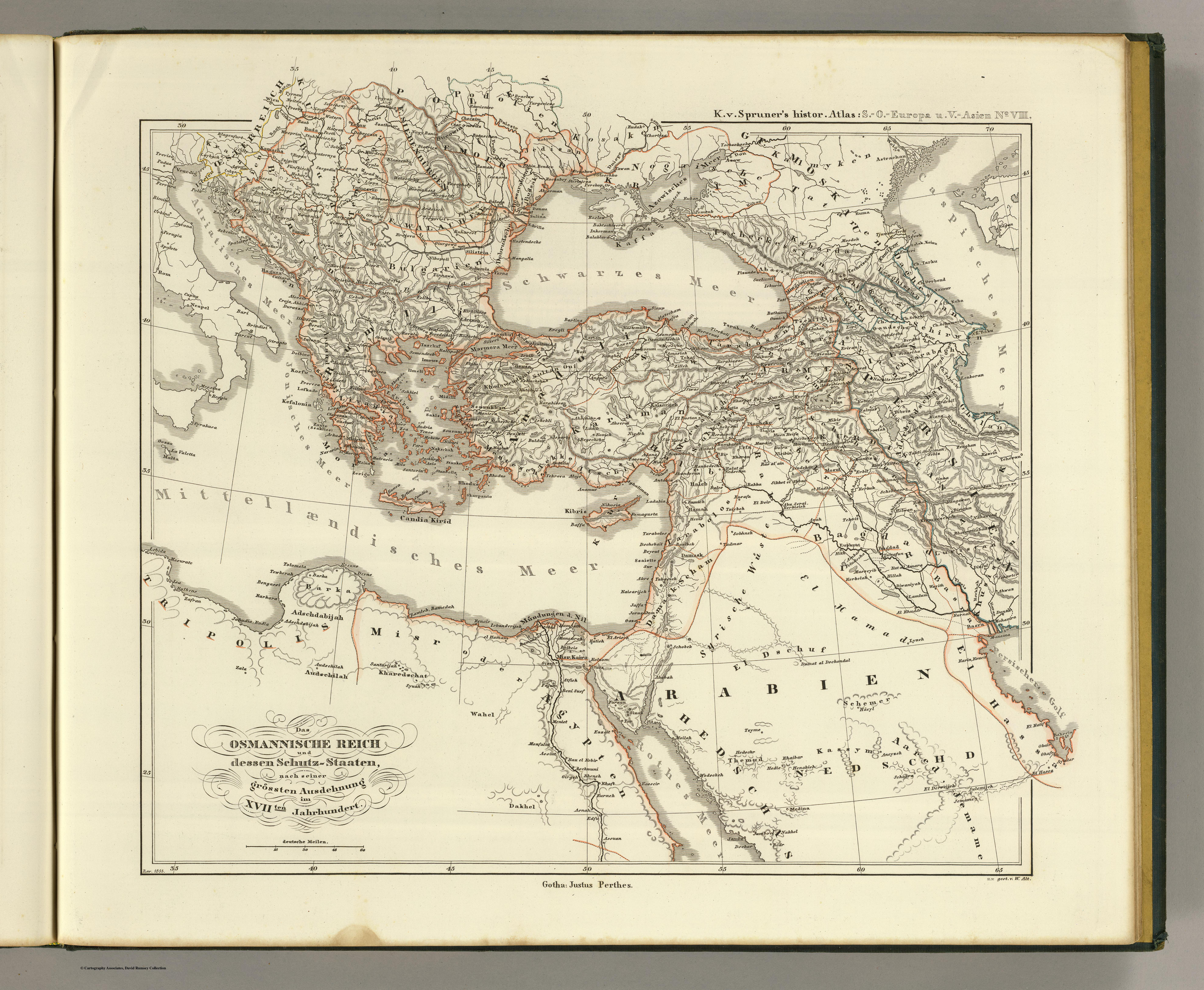
Eyaleturile otomane în secolul al XVII-lea
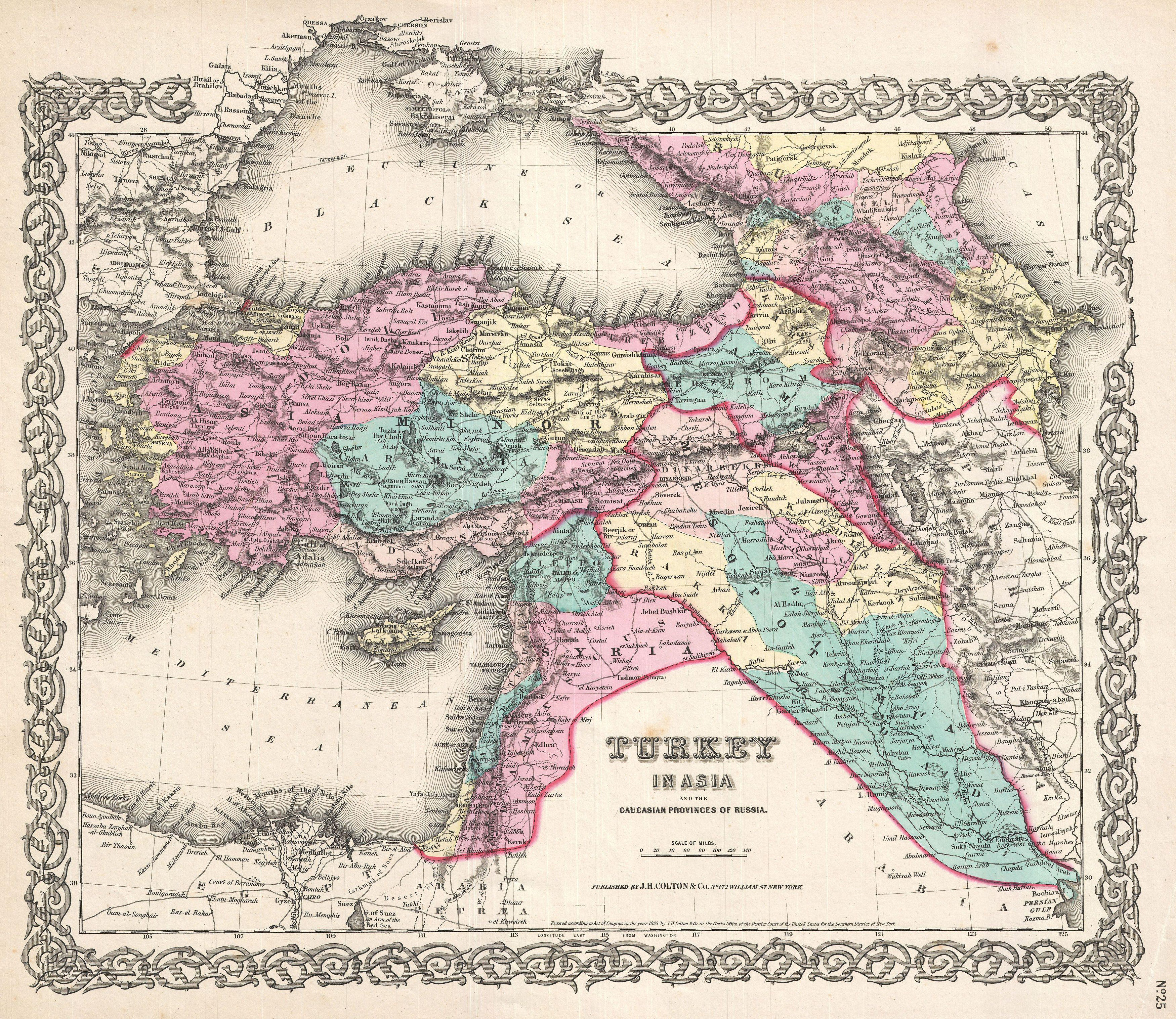
Hartă a Asiei otomane în 1855, hartă de Joseph Hutchins Colton
Hartă a Turciei europene în 1864, hartă de Carl Ritter